# Thijs Heslenfeld

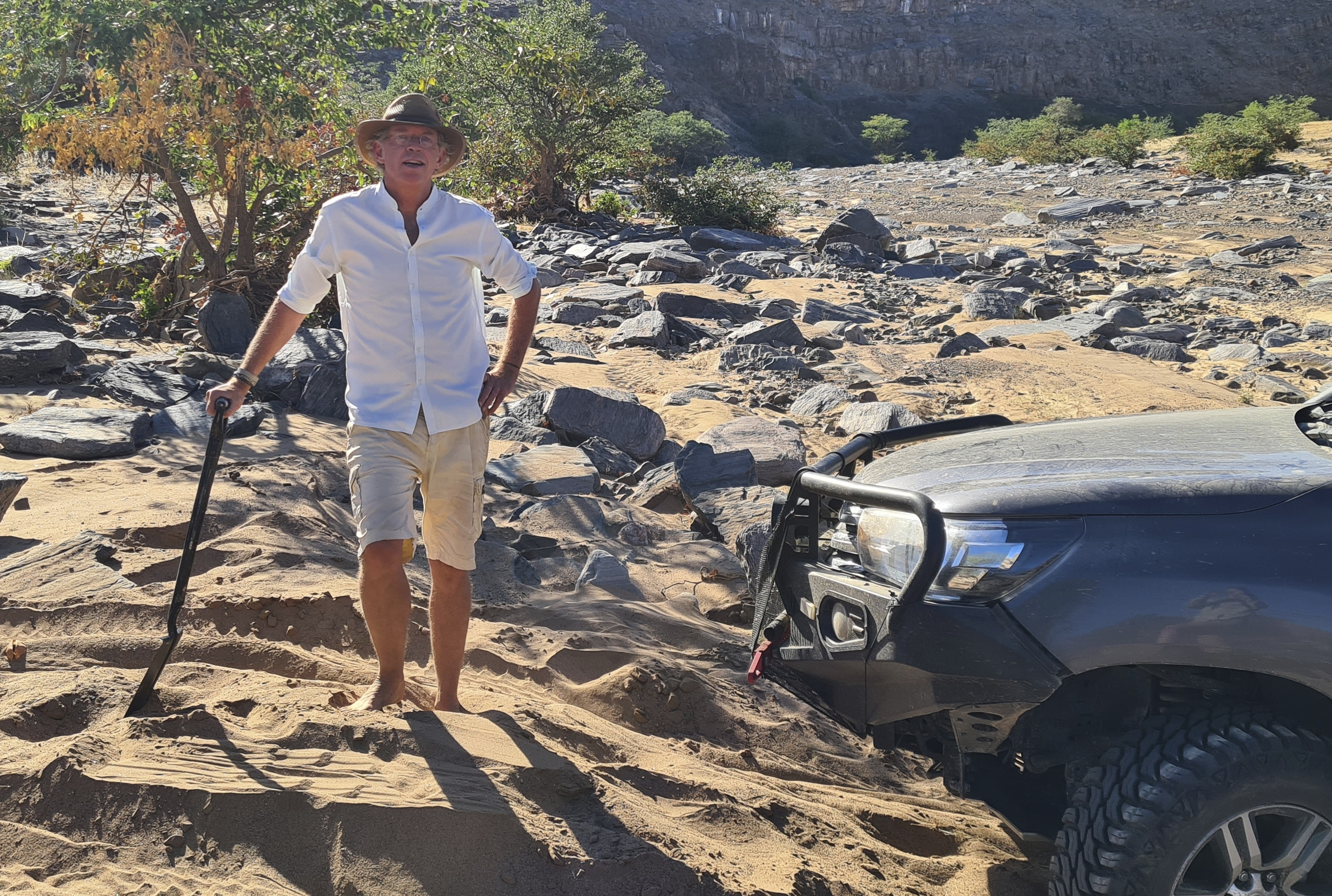
Thijs Heslenfeld in Namibië, 2022. Foto: Roxane Cloosterman

Thijs Heslenfeld (Hilversum, 11 januari 1965) is een Nederlandse journalist, fotograaf, avonturier en wildernisgids.

## Biografie
Na de School voor Journalistiek in Utrecht (1983-1986) en een voltooide studie Nederlands recht aan de Universiteit van Amsterdam (1989-1993) werd hij freelance auteur van reisverhalen voor kranten en tijdschriften, waaronder Het Parool, de Volkskrant, Professional Photographer en National Geographic Adventure. Hij bereisde alle uithoeken van de wereld, met een voorkeur voor afgelegen gebieden waar de menselijke invloed (nog) niet of nauwelijks aanwezig is, zoals Antarctica, de Australische outback en het Surinaamse oerwoud. 
In 2005 stapte hij over naar fotografie. Hij publiceerde sindsdien zes fotoboeken. Heslenfeld is sinds 2012 elk jaar een paar maanden onderweg in Namibië, waar hij gasten een op een meeneemt op expedities in de wildernis. Hij publiceerde ook een fotoboek over Namibië (Empty, 2014).
In augustus 2019 deed de fotograaf aangifte tegen Facebook, nadat het platform tot drie keer toe foto’s van hem had verwijderd waarop vrouwelijke borsten te zien waren, onder meer van leden van de Namibische Himba-stam. Het door Facebook gehanteerde beleid is volgens Heslenfeld strijdig met het discriminatieverbod (artikel 1) en het recht op vrije meningsuiting (artikel 7) van de Grondwet. De aangifte werd bijna een jaar later door het OM geseponeerd met als argument dat Facebook "alleen foto’s verbiedt van mensen die in een bepaalde hoedanigheid zijn afgebeeld". Begin 2023 adviseerde Facebooks eigen raad van advies om het beleid ten aanzien van vrouwelijke borsten en tepels (‘Nipplegate’) te herzien.